# Juan Ulloa
Juan Ulloa Ramírez (Alajuela, 1935. február 5. – Alajuela, 2017. február 11.) válogatott Costa Rica-i labdarúgó.

## Pályafutása

### Klubcsapatban
1953 és 1963 között az Alajuelense labdarúgója volt, ahol három bajnoki címet szerzett a csapattal. Az 1964–65-ös idényben a guatemalai Aurora FC együttesében szerepelt és tagja volt a bajnokcsapatnak. Az 1965–66-os idényben a mexikói Club Leónban szerepelt. 1966-ban hazatért és két idényt töltött az AD San Carlos csapatában. Az Alajuelense csapatával kétszer, az AD San Carlos-szal egyszer lett bajnoki gólkirály.

### A válogatottban
1955 és 1962 között 27 alkalommal szerepelt a Costa Rica-i válogatottban és 27 gólt szerzett.

## Sikerei, díjai
LD Alajuelense
- Costa Rica-i bajnokság
  - bajnok (3): 1958, 1959, 1960
  - gólkirály: 1959, 1960

 Aurora FC
- Guatemalai bajnokság
  - bajnok: 1964–65

 AD San Carlos
- Costa Rica-i bajnokság
  - gólkirály: 1966 (holtversenyben)